# 見沼區
見沼區（日语：／ Minuma ku */?）是埼玉市的10區之一。位于埼玉市東北部。舊大宮市東部。

## 地理
位於芝川與見沼代用水東緣所圍繞的台地上。東部與南部是稱為「見沼田圃」的田園地帶。
昭和30年代，此地逐漸宅地化，成為首都圏的臥城。

### 主要河川
綾瀨川、深作川、傳右川、見沼代用水、加田屋川、芝川

### 相鄰行政區
- 埼玉市的區
  - 北區、大宮區、浦和區、綠區、岩槻區
- 其他市町村
  - 上尾市
  - 蓮田市

## 沿革

### 歷史
- 江戶時代屬武藏國足立郡南部領。
- 1878年（明治11年）實施郡區町村編制法，屬北足立郡。
- 1889年（明治22年）町村制施行，成立2村與2組合村。
  - 大砂土村－大和田村、砂村、土呂村、堀崎村、島村、今羽村、西本鄉村合併。
  - 片柳村－片柳村、染谷村、加田屋新田、山村、西山村新田、御藏村、笹丸村、東新井村、南中丸村、南中野村、中川村、上山口新田、新右衛門新田合併。
  - 深作村外3村組合－深作村、小深作村、丸崎村、宮谷塔村4村組合。
  - 大谷村外6村組合－大谷村、猿谷戶村、東門前村、東宮下村、膝子村、新堤村、風渡野村7村組合。同年改稱膝子村外6村組合。
- 1892年（明治25年）深作村外3村組合合併為春岡村。
- 1913年（大正2年）膝子村外6村組合合併為七里村。
- 1929年（昭和4年）北總鐵道（現：東武野田線）開通，大和田站、七里站開業。
- 1940年（昭和15年）大砂土村與大宮町、三橋村、宮原村、日進村合併為大宮市。
- 1955年（昭和30年）七里村、片柳村、春岡村編入大宮市。
- 1964年（昭和39年）東北本線東大宮站開業。
- 2001年（平成13年）浦和市、大宮市、與野市合併為埼玉市。
- 2003年（平成15年）改制政令指定都市，舊大宮市東部成立見沼區[1]。郵遞區號從「330」改為「337」。
- 2005年（平成17年）風渡野開設大宮東警察署。

### 區名
區名源自於見沼區、綠區、北區的見沼（1728年因围垦而消失）。
2002年（平成14年），由前與野市長井原勇擔任委員長的「埼玉市區名選定委員會」成立，並舉行區名票選活動。票選結果如右表，最終委員會通過井原委員長的提案「見沼區」。

## 行政
- 區長：奧富晃（2011年4月起）

警察
- 埼玉縣警大宮東警察署管轄全區。下設5所交番。

消防
- 埼玉市消防局見沼消防署管轄全區。
  - 出張所：東大宮出張所、蓮沼出張所

其他
- 稅務署：屬關東信越國稅局大宮稅務署。
- 社會保險：屬大宮年金事務所。
- 支所：東大宮支所、春岡支所、七里支所、片柳支所

## 經濟
企業
- 騰龍 本社
- 八木天線（八木アンテナ） 本社

## 地域
大宮市合併、編入前分為4地區。各地區設有支所、公民館。

| 大砂土東地區 - 大和田町 - 島町 - 砂町 - 東大宮 - 堀崎町 | 春岡地區 - 卸町 - 小深作 - 春野 - 深作 - 丸崎 - 丸崎町 - 宮谷塔 | 七里地區 - 大谷 - 新堤 - 蓮沼 - 東宮下 - 東門前 - 膝子 - 風渡野 | 片柳地區 - 加田屋 - 加田屋新田 - 片柳 - 片柳東 - 上山口新田 - 笹丸 - 新右衛門新田（新右エ門新田） - 染谷 | - 中川 - 西山新田 - 西山村新田 - 東新井 - 御藏 - 南中野 - 南中丸 - 見山 - 山 |

## 設施

### 教育設施

#### 大學
- 芝浦工業大學（大宮校區）
- 日本大學法學部（大宮校區）

#### 高等學校
- 埼玉縣立大宮商業高等學校
- 埼玉縣立大宮東高等學校
- 榮東高等學校

#### 中學校
| - 埼玉市立大砂土中學校 - 埼玉市立片柳中學校 - 埼玉市立春里中學校 - 埼玉市立七里中學校 | - 埼玉市立大谷中學校 - 埼玉市立大宮八幡中學校 - 埼玉市立春野中學校 - 榮東中學校 |

#### 小學校
| - 埼玉市立大砂土東小學校 - 埼玉市立見沼小學校 - 埼玉市立片柳小學校 - 埼玉市立七里小學校 - 埼玉市立春岡小學校 - 埼玉市立蓮沼小學校 | - 埼玉市立大谷小學校 - 埼玉市立島小學校 - 埼玉市立東宮下小學校 - 埼玉市立海老沼小學校 - 埼玉市立春野小學校 |

### 主要醫院
- 自治醫科大學埼玉醫療中心（登記上的地址在大宮區天沼町，但鄰近見沼區區界。）
- 埼玉紀念醫院
- 東大宮總合醫院
- 大宮厚生醫院
- 大宮共立醫院

### 其他設施
社區中心
東大宮、七里、片柳
市營體育設施
大宮武道館、大宮體育館、堀崎公園
市立圖書館
大宮東圖書館春野圖書館、七里圖書館、片柳圖書館
郵便局

- 都市未來（アーバンみらい）東大宮內郵便局
- 大宮大谷郵便局
- 大宮風渡野郵便局
- 大宮片柳郵便局
- 大宮堀崎郵便局
- 大宮南中野郵便局

- 大和田站前郵便局
- 七里郵便局
- 東大宮站前郵便局
- 東大宮西口郵便局
- 大宮卸町簡易郵便局

區內的郵件集配由北區的大宮郵便局負責。
垃圾處理設施
東部環境中心
下水處理設施
大宮南部淨化中心 （附設見沼見聞館）
市營齋場
設有火葬場的大宮聖苑、回憶之里（思い出の里）市營靈園內的回憶之里會館。

## 交通

### 鐵路
東日本旅客鐵道
- 東北本線（宇都宮線）：東大宮站

東武鐵道
- 野田線：大和田站 - 七里站

### 道路
一般国道
- 國道16號、東大宮繞道（東大宮バイパス）

主要地方道
- 埼玉縣道1號埼玉川口線（第二產業道路）
- 埼玉縣道2號埼玉春日部線
- 埼玉縣道5號埼玉菖蒲線（第二產業道路）
- 埼玉縣道65號埼玉幸手線

一般縣道
- 埼玉縣道105號埼玉鳩谷線
- 埼玉縣道144號東大宮停車場線
- 埼玉縣道214號新方須賀埼玉線
- 埼玉縣道322號東門前蓮田線
- 埼玉縣道398號大和田停車場線

※ 首都高速道路埼玉新都心線埼玉見沼出入口在綠區三浦。東北自動車道岩槻IC在岩槻區加倉。（全部鄰近見沼區區界。）

### 巴士
- 國際興業巴士
- 東武巴士西
- 朝日自動車
- 埼玉市社區巴士（國際興業運行）

## 景點、古蹟
- 見沼田圃
- 七里總合公園
- 染谷花菖蒲園
- 大和田陣屋跡
- 膝子遺跡
- 南中丸貝塚
- 舊坂東家住宅（見沼經典館）
- 中山神社（中冰川神社）
- 萬年寺
- 常泉寺

## 備註
1. 1 2  舊大砂土村西部的土呂、今羽、西本鄉（本鄉）編入北區，東部編入見沼區。
2. ↑  .   [2013-10-25]. （原始内容存档于2013-10-29）.

## 外部連結
- 埼玉市見沼區役所 官方網站 （页面存档备份，存于）